# Kirgizi (obraz Aleksandra Orłowskiego)
Kirgizi – obraz polskiego malarza Aleksandra Orłowskiego z 1809 roku, znajdujący się w Galerii sztuki polskiej 1800-1945 Muzeum Śląskiego w Katowicach.
Malarz namalował scenę rodzajową w 1809 roku. Na pierwszym planie znajduje się dwóch jeźdźców kirgiskich. Górną połowę obrazu zajmuje niebo z chmurami. Obraz o wymiarach 68,5 x 52,5 cm jest sygnowany w lewym dolnym rogu: A. Orłowski. Muzeum Śląskie w Katowicach kupiło obraz w antykwariacie Abrahama Stieglitza w Krakowie w 1934 roku. Muzealny numer inwentarzowy: MŚK/SzM/439.